# Grand Armet
Il Grand Armet (2.792 m s.l.m.) è una montagna del Massiccio del Taillefer nelle Alpi del Delfinato. Si trova nel dipartimento francese dell'Isère.